# 미국-사우디아라비아 관계
사우디아라비아와 미국 간의 양자 관계는 1933년 완전한 외교 관계가 수립되면서 시작되었다. 이러한 관계는 1951년 상호 방위 원조 협정에 따라 공식화되었다. 이슬람 전제군주제와 세속 입헌 공화국이라는 두 나라의 차이에도 불구하고 양국은 그 이후로 동맹국이 되어 왔다. 미국은 신뢰할 수 있는 석유 공급, 미국 달러로 석유 가격 책정, 미국의 외교 정책 지원을 대가로 영국을 군사적으로 보호하고 있다.
1945년 현대적 관계가 시작된 이래로 미국은 석유 생산을 유지하고 미국의 국가 안보 정책을 지원하는 한 왕국의 국내 및 외교 정책 측면을 간과하려 했다. 이러한 측면에는 와하브파, 인권 기록, 국가 지원 테러 혐의 등이 포함된다. 1979년 소련의 아프가니스탄 침공 이후 1980년대 양국이 아프가니스탄 무자헤딘을 공동으로 지원하면서 동맹은 더욱 깊어졌다. 걸프 전쟁 (1990년~1991년)은 이라크의 쿠웨이트 침공에 대응하여 양국과 영국이 공동으로 국제 군사 연합을 이끌면서 양국 관계의 정점을 찍었다. 양국은 여전히 강한 관계를 유지하고 있지만 수년 동안 비판적인 의견 차이가 나타났다. 예를 들어 이스라엘, 1973년 석유 금수 조치, 2003년 미국 주도의 이라크 침공, "테러와의 전쟁", 9·11 테러 이후 사우디아라비아의 영향력 등이 있다. 특히 버락 오바마 행정부 이후 최근 몇 년 동안 관계는 긴장 상태에 빠졌고 큰 하락세를 보였다.
2017년 5월, 도널드 트럼프 행정부의 사우디아라비아 방문으로 미국-사우디아라비아 관계는 더욱 강화되었다. 2018년 10월, 사우디아라비아 반체제 인사이자 《워싱턴 포스트》의 기자인 자말 카슈끄지가 튀르키예의 사우디아라비아 영사관에서 암살당했다. 이 사건은 양국 관계의 단절점이 되었고 양국 간에 심각한 균열을 일으켰다. 미국은 일부 사우디 국민을 제재했고, 의회는 예멘 전쟁과 관련된 미국의 사우디 무기 판매를 차단하려고 시도했다. 그러나 트럼프 행정부의 반대로 인해 이는 실패로 돌아갔다. 튀르키예 당국과 미국 정보 기관은 이번 살해가 사우디아라비아의 황태자 무함마드 빈 살만 알사우드의 명령이라고 결론지었다.

## 역사

### 초기 역사 및 인식
사우디아라비아의 창건자인 압둘아지즈 알사우드 국왕 (이븐 사우드로도 알려짐)은 미국과 긴밀한 관계를 발전시켰다. 1928년에 자신의 나라를 통일한 후, 그는 국제적인 승인을 얻기 위해 노력하였다. 영국이 사우디아라비아를 독립 국가로 가장 먼저 승인한 국가였다. 1931년 5월, 미국은 사우디아라비아를 공식적으로 승인하며 완전한 외교적 승인을 부여하였다. 같은 시기, 이븐 사우드는 미국 회사인 스탠다드 오일 오브 캘리포니아에 석유 탐사 권리를 부여하였고, 그들에게 자국 동부 지방인 알하사에서 석유를 탐사할 수 있도록 허용하였다.
1931년 11월, 양국은 최혜국 대우를 포함한 조약에 서명하였다. 그러나 미국이 사우디아라비아에 공관을 설립하는 데 관심이 없었기 때문에 양국 관계는 여전히 미약하였다. 그 당시에 사우디아라비아 관련 업무는 이집트 카이로에 있는 미국 대표부가 담당하였다. 1943년에 이르러서야 미국은 상주 대사를 파견하였다.

### 제2차 세계 대전

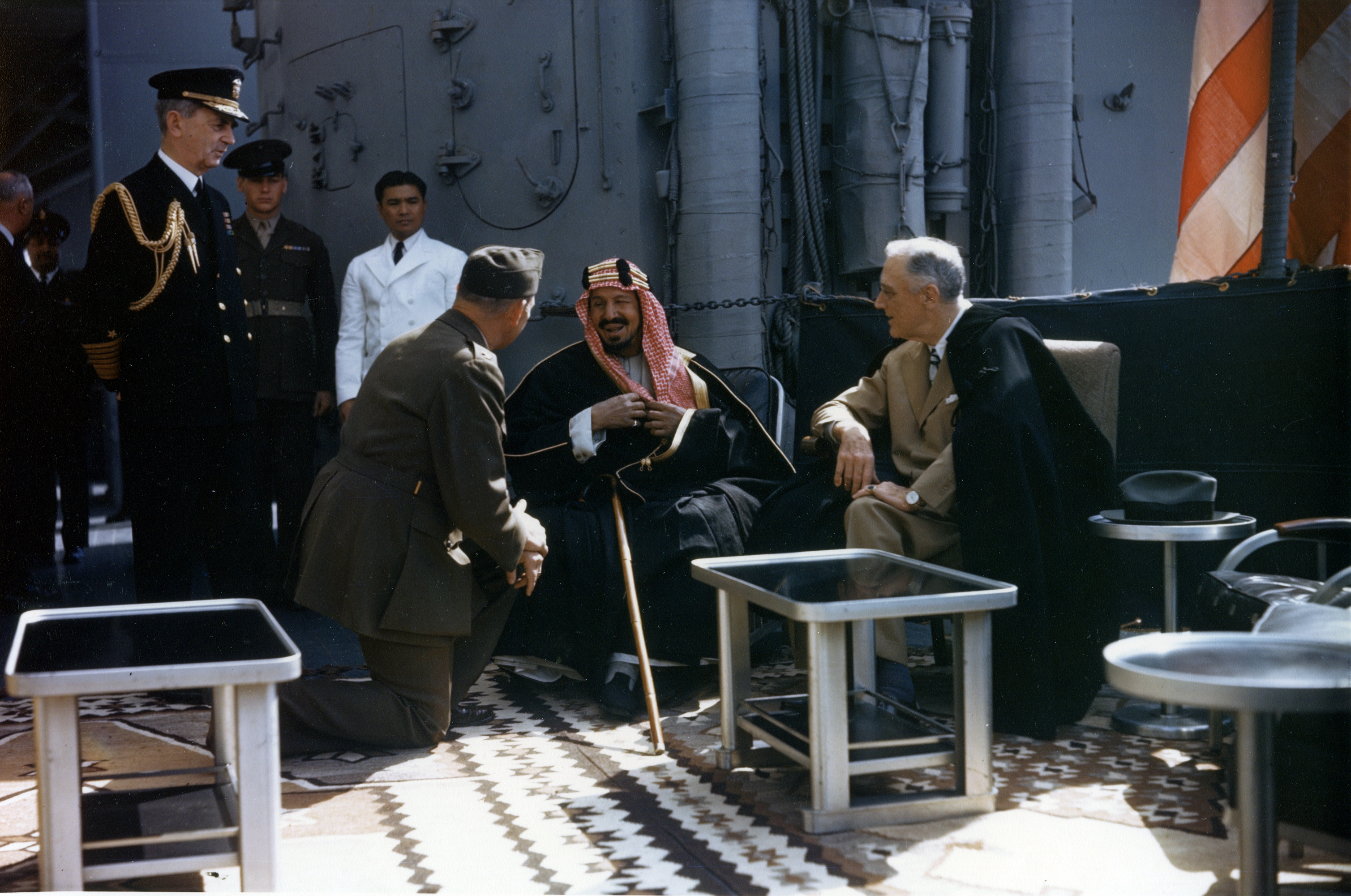
1945년 얄타 회담 후 USS 퀸시함에서 프랭클린 D. 루스벨트 대통령과 대화하는 압둘아지즈 알사우드 국왕

미국과 사우디 관계가 천천히 성장하는 동안, 제2차 세계 대전이 첫 단계를 시작하였고 사우디아라비아는 중립을 유지하였다. 미국은 제2차 세계 대전에 깊이 관여하였고, 그 결과 미국과 사우디 관계는 '후순위'로 밀려났다. 이러한 소홀함은 사우디아라비아를 공격에 취약하게 만들었다. 추축국 중 하나인 이탈리아는 다란에 있는 CASOC 석유 시설을 폭격하여 사우디아라비아의 석유 생산을 마비시켰다. 이 공격으로 인해 이븐 사우드는 국가를 보호해 줄 외부 세력을 찾느라 분주해졌다. 그는 추가 공격이 국가의 석유 생산뿐만 아니라 당시 사우디의 권력과 경제 기반이었던 하즈 (성지 순례)를 수행하기 위해 메카로 들어오는 순례자들의 흐름도 중단시킬 것을 우려하였다.
그러나 제2차 세계 대전이 진행됨에 따라 미국은 사우디 석유가 전략적으로 중요하다고 믿기 시작하였다. 그 결과, 국가 안보 차원에서 미국은 CASOC 광구에 대한 더 큰 통제권을 요구하기 시작하였다. 1943년 2월 16일, 프랭클린 D. 루스벨트 대통령은 "사우디아라비아 방어는 미국 방어에 필수적이다"라고 선언하며, 렌드리스 프로그램을 사우디아라비아에 확대하였다. 그 해 후반, 대통령은 국영 석유비축공사 설립을 승인하였는데, 이는 CASOC 주식을 모두 매입하여 해당 지역의 사우디 석유 매장량을 통제하려는 의도였다. 그러나 이 계획은 반대에 부딪혀 결국 실패하였다. 루스벨트는 계속해서 사우디 정부에 접촉하였고, 1945년 2월 14일, USS 퀸시함에서 이븐 사우드 국왕과 만나 두 나라의 안보 관계 및 팔레스타인 위임통치령 지역 내 유대 국가 설립 문제 등을 논의하였다.
이븐 사우드는 미 공군이 사우디아라비아 상공을 비행하고 비행장을 건설하는 것을 허락해 달라는 미국의 요청을 승인하였다. 석유 시설들은 재건되었고 미군에 의해 보호받았다. 순례 경로 또한 보호되었으며, 미국은 이란과 소련으로 향하는 군용기의 필수 직항로를 확보하였다. 1944년에는 다란에 최초의 미국 영사관이 개설되었다.

### 제2차 세계 대전 이후

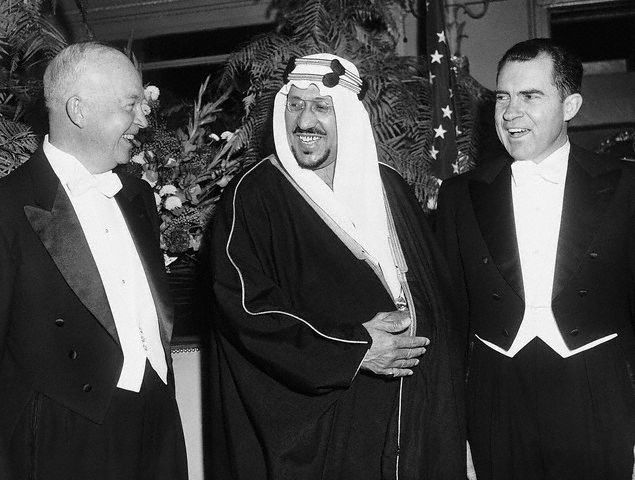
1957년 메이플라워 호텔에서 드와이트 D. 아이젠하워 대통령과 리처드 닉슨 부통령, 그리고 그들의 주최자인 사우디아라비아의 사우드 국왕과 함께한 모습

1945년, 제2차 세계 대전 이후, 사우디 국민들은 다란에서 계속 주둔 중인 미군에 대해 불편함을 느끼기 시작하였다. 반면 사우디 정부는 미군을 자국 군사 방어 전략의 주요 요소로 간주하였다. 이븐 사우드는 위험이 증감함에 따라 미군에 대한 요구를 조절함으로써 두 입장 사이의 균형을 맞추었다. 이 시기는 냉전이 시작되던 때였으며, 미국은 소련 공산주의에 크게 우려하며 아라비아반도 내 확산을 '억제'하기 위한 전략을 세웠다. 사우디의 안보는 워싱턴의 최우선 순위에 올랐다. 트루먼 행정부는 이븐 사우드에게 소련의 영향으로부터 보호할 것을 약속하였고, 그 결과 미국은 이 지역 내 존재감을 크게 확대하였다. 이는 사우디아라비아와 미국 간의 안보 관계를 크게 강화시켰다.

### 아람코 설립
미국과 사우디아라비아 왕국 간의 무역 관계는 오랫동안 두 가지 중심 개념, 즉 안보와 석유를 중심으로 전개되어 왔다. 1950년대와 1960년대를 거치며 양국 간의 관계는 크게 강화되었다. 1950년에는 아람코와 사우디아라비아가 사우디아라비아에서 발견된 석유의 수익을 50대 50으로 분배하기로 합의하였다. 1951년에는 상호 방위 지원 협정이 시행되었다. 이 협정은 미국이 사우디아라비아에 무기를 수출할 수 있도록 허용하였으며, 사우디아라비아 내에 주둔하는 미국 군사 훈련 임무단을 중심으로 한 군사 훈련도 포함되었다.

### 사우드 국왕 집권 (1953년)
1953년, 이븐 사우드의 장남인 사우드 국왕이 아버지의 사망 이후 권력을 잡았다. 그의 치세 동안, 미국과 사우디 관계는 미국의 반공주의 전략과 관련해 많은 장애물에 직면했다. 드와이트 D. 아이젠하워 대통령의 새로운 반소련 동맹은 "왕국의 지역 경쟁자와 적 대부분"을 결집시켰다. 이는 사우디의 의심을 높였으며, 1955년 10월에 사우드는 이집트 대통령 가말 압델 나세르와 함께 친소련 전략에 동참하였다. 게다가 사우드는 왕국에 주둔한 미군을 해산하고 이집트군으로 대체하였다. 그러나 1956년 수에즈 위기 동안, 아이젠하워가 이스라엘, 영국, 프랑스 군대가 운하를 점령하는 것을 저지하자 사우드 국왕은 다시 미국과 협력하기로 결정하였다.

### 석유 금수 조치 및 에너지 위기

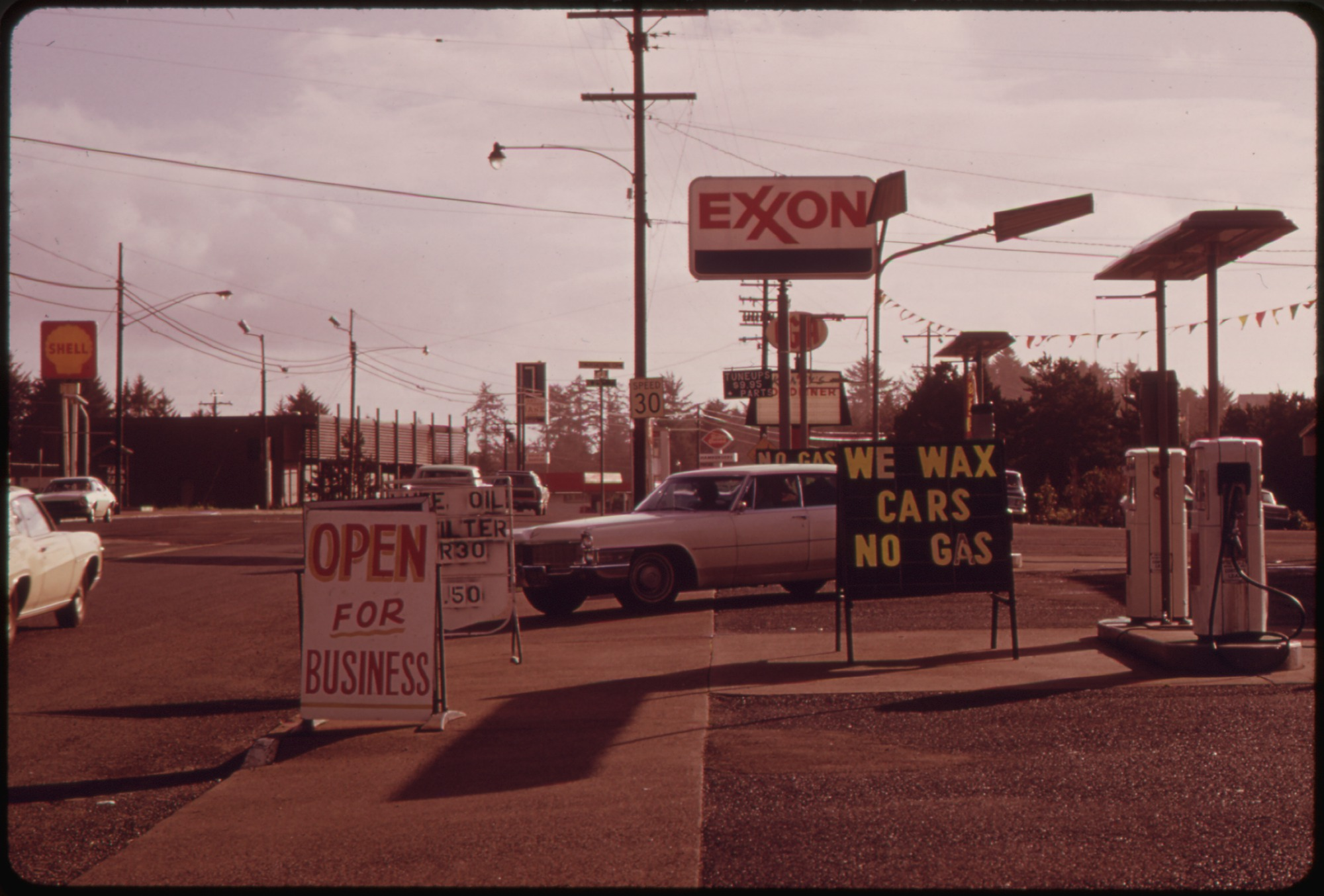
1973년, 오리건주 링컨시의 "No Gas" 표지판들

1964년 11월, 파이살은 그의 형 사우드와의 갈등 끝에 사우디아라비아의 새 국왕이 되었다. 미국은 사우디 왕실의 이처럼 계획되지 않은 권력 교체의 결과에 대해 확신하지 못했다. 사우디와 미국의 관계는 파이살이 제4차 중동 전쟁 중 미국과 유럽을 상대로 석유 금수 조치를 단행하면서 저점을 맞이했다. 이 석유 금수 조치는 미국 내 에너지 위기를 촉발시켰다. 국제 언론과의 인터뷰에서 파이살은 "아랍에 맞서 이스라엘을 전적으로 지지하는 미국의 입장은 우리가 미국에 석유를 계속 공급하거나, 심지어 미국과 우호 관계를 유지하는 것조차 매우 어렵게 만든다"고 말했다.
1973년 10월 16일, 쿠웨이트에서 열린 석유 수출국 기구(OPEC) 회의에서 사우디아라비아, 이란, 이라크, 쿠웨이트, 카타르, 아랍에미리트 정부는 공동으로 석유 가격을 70% 인상하는 정책을 발표하였다. 1973년 10월 20일, 사우디 정부는 미국을 상대로 전면적인 석유 금수 조치를 선언하였다. 1945년 이래 미국과 긴밀한 협력 관계를 유지해온 사우디아라비아의 배경을 고려할 때, 파이살 국왕의 석유 금수 조치 결정은 이번 위기에서 가장 역동적이고 공격적인 조치로 간주되게 되었다.
이 석유 금수 조치는 1974년 3월까지 지속되었으며, 그때까지 사우디아라비아와 미국 관계에서 가장 심각한 외교적 적대감을 야기하였다. 사우디아라비아에서 활동 중이던 미국 석유 회사들은 사우디 정부의 직접적인 감독을 받게 되었다. 아랍 산유국들이 시행한 정책들은 석유 가격의 급격한 상승을 초래하였다. 에너지 위기가 미국 경제에 부정적인 영향을 미치기 시작하자, 닉슨 행정부의 관리들은 사우디아라비아에 대해 직접적인 군사 개입을 경고하였다.

## 무역 관계

### 에너지 및 석유
20세기 초부터 사우디아라비아는 미국의 매력적인 무역 파트너였다. 두 나라 사이에서 가장 많이 거래되는 상품은 석유이다. 이러한 관계의 강점은 포스트모던 시대 동안 미국의 석유 수요에 기인한 것으로 악명 높으며, 2012년부터 매일 약 10,000배럴의 석유가 미국으로 수입되고 있다("미국의 원유 및 제품 총 수입량"). 사우디아라비아는 20세기 후반과 21세기 초 동안 중동 전역에서 지속적으로 증가하는 긴장으로 인해 무기, 강화 및 무기가 필요했다. 2016년 이후 미국은 주로 석유 관련 상품을 중심으로 사우디아라비아와 무역을 계속해 왔다. 1992년 조화 시스템 분류 개정을 통해 사우디아라비아의 주요 수출품은 원유 (961억 달러), 정제 석유 (130억 달러), 에틸렌 폴리머 (101억 달러), 프로필렌 폴리머 (49억 3,000만 달러) 및 에테르 (36억 달러)이다. 주요 수입품은 자동차(11조 8,000억 달러), 비행기, 헬리콥터 및 우주선 (34억 8,000만 달러), 패키지 의약품 (33억 4,000만 달러), 방송 장비(32억 7,000만 달러) 및 항공기 부품 (21억 8,000만 달러)이다.
2020년 8월 9일, 사우디아라비아는 수요와 공급의 균형을 맞추기 위해 글로벌 석유 시장의 비축량을 억제하기 위해 1년 만에 세 번째로 미국으로의 석유 공급을 줄이겠다고 발표했다. 그러나 전문가들은 석유 수요가 많았던 2017년에는 이 전략이 효과가 있었지만, 현재 진행 중인 코로나바이러스 위기가 석유 수요에 미치는 영향으로 인해 도전과 위험이 있다고 주장했다.